# Abacaxis da liberdade
Abacaxis da liberdade (em chinês:  自由鳳梨, transl. Zìyóu fènglí) foi uma resposta política e social em 2021 à proibição chinesa da importação de abacaxis de Taiwan. Incentivou o consumo nacional e internacional para substituir a perda do mercado da China continental, que anteriormente importava 97% de todas as exportações de abacaxi de Taiwan. Não protegeu totalmente Taiwan das consequências econômicas. Em 2021, as exportações de abacaxi de Taiwan caíram para 55% dos níveis de 2019.

## Fundo

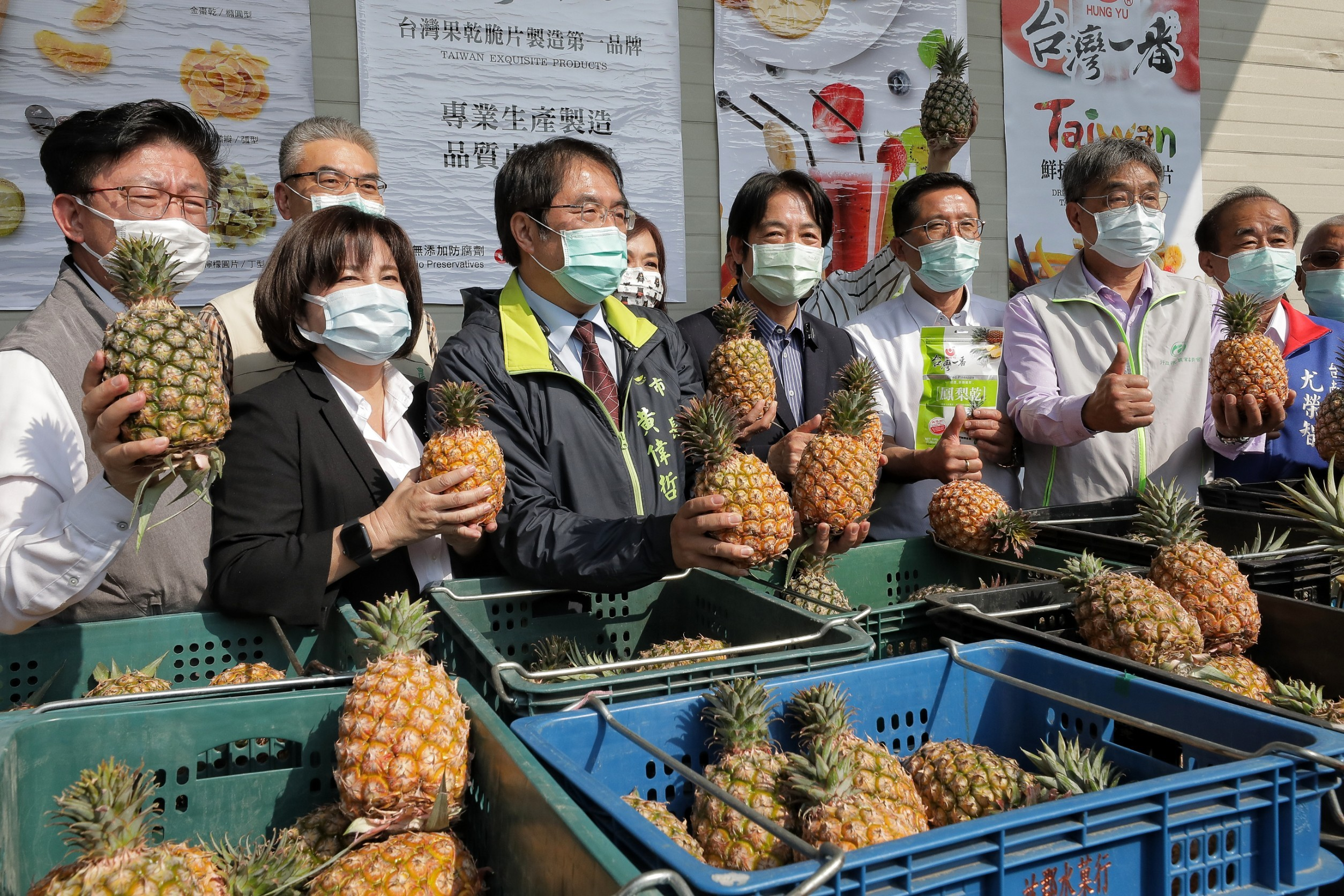
Lai Ching-te e Huang Wei-cher demonstrando apoio aos produtores de abacaxi em Tainan, em 28 de fevereiro de 2021.

Em março de 2021, após meses de ameaças, o governo chinês proibiu a importação de abacaxis de Taiwan, alegando preocupações com a biossegurança. Os agentes aduaneiros da RPC declararam que encontraram pragas nocivas em remessas de fruta recentemente enviadas. Na época, mais de 90% das exportações de abacaxi de Taiwan destinavam-se ao mercado da China continental.
A declaração do governo chinês foi questionada e negada pelo governo taiwanês. Em resposta à proibição, o governo de Taiwan pediu aos seus cidadãos e aliados diplomáticos que aumentassem o consumo de abacaxis taiwaneses e prometeu assistência financeira a todos os agricultores que sofressem perdas como resultado da proibição. A campanha Freedom Pineapple foi lançada pelo Ministro dos Negócios Estrangeiros da República da China, Joseph Wu, no Twitter.

## Resposta
Como resultado da proibição, os abacaxis taiwaneses tornaram-se um símbolo político tanto no país como na região. O termo “abacaxis da liberdade” foi cunhado como um trocadilho com batatas fritas da liberdade (em inglês:  Freedom fries).

### Taiwan

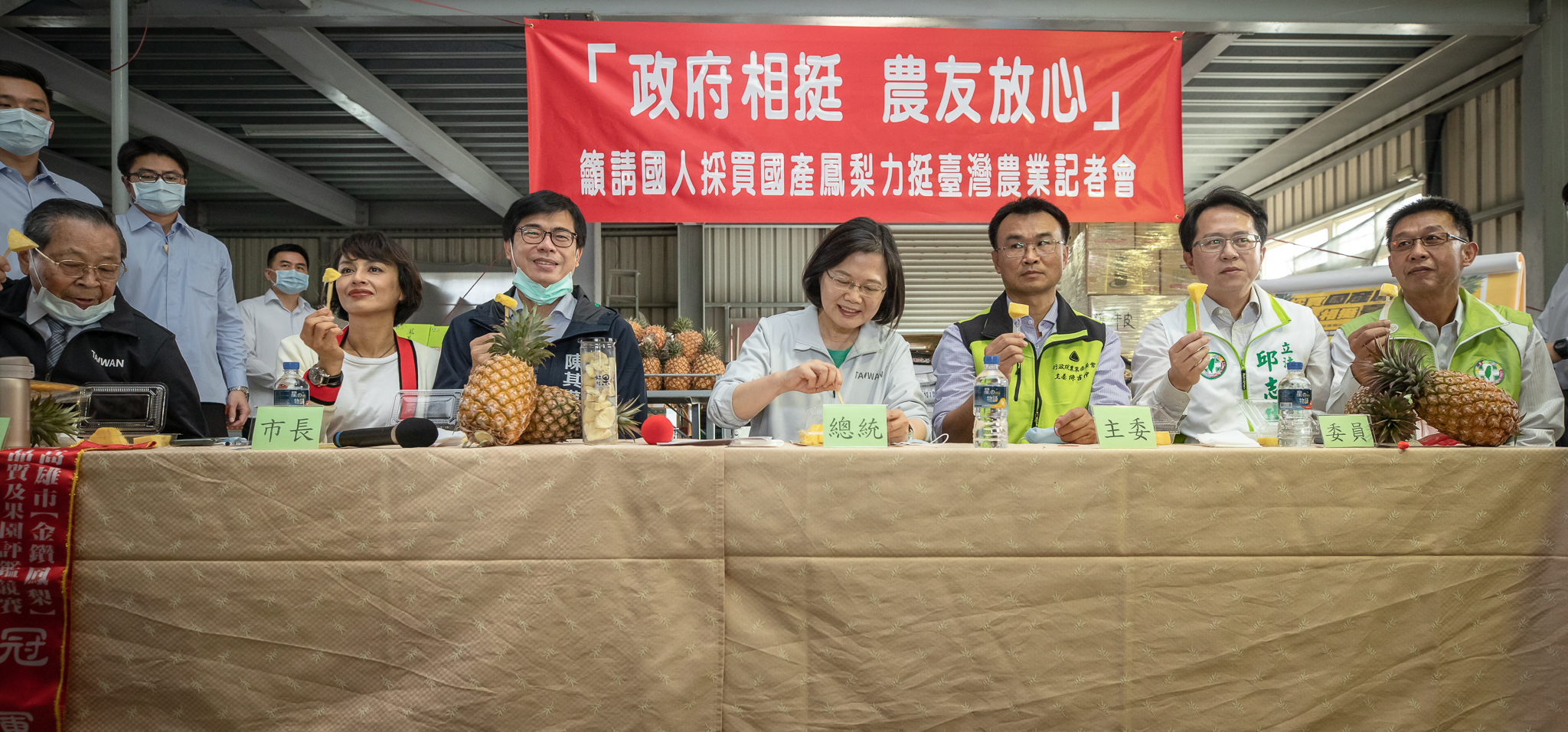
A presidente Tsai Ing-wen demonstra apoio aos produtores de abacaxi em Kaohsiung, em 28 de fevereiro de 2021.

Como uma iniciativa para apoiar os produtores de abacaxi de Taiwan, a presidente taiwanesa Tsai Ing-wen lançou uma campanha nas redes sociais chamada "Coma abacaxis de Taiwan até explodir", que incentivou os cidadãos a aumentar o consumo de abacaxis locais. Os restaurantes fizeram um grande esforço para incorporar o abacaxi em pratos como a sopa de macarrão com carne.
Uma vez que a proibição das importações seguiu-se à garantia do Primeiro-Ministro da RPC, Li Keqiang, de que a China continental estava a tentar promover relações pacíficas com Taiwan, a mensagem mista rapidamente inflamou a opinião pública taiwanesa contra a China continental. A situação resultou numa consolidação da identidade taiwanesa em todo o espectro político. O principal partido da oposição, o Kuomintang (KMT), também encorajou as pessoas a comerem mais abacaxis locais. As empresas taiwanesas fizeram grandes encomendas adicionais de abacaxis locais. Os agricultores taiwaneses também começaram a desviar as exportações da China continental de produtos que não sejam abacaxis para outros mercados devido ao receio de que o seu produto possa ser o próximo.

### Japão, Austrália e EUA

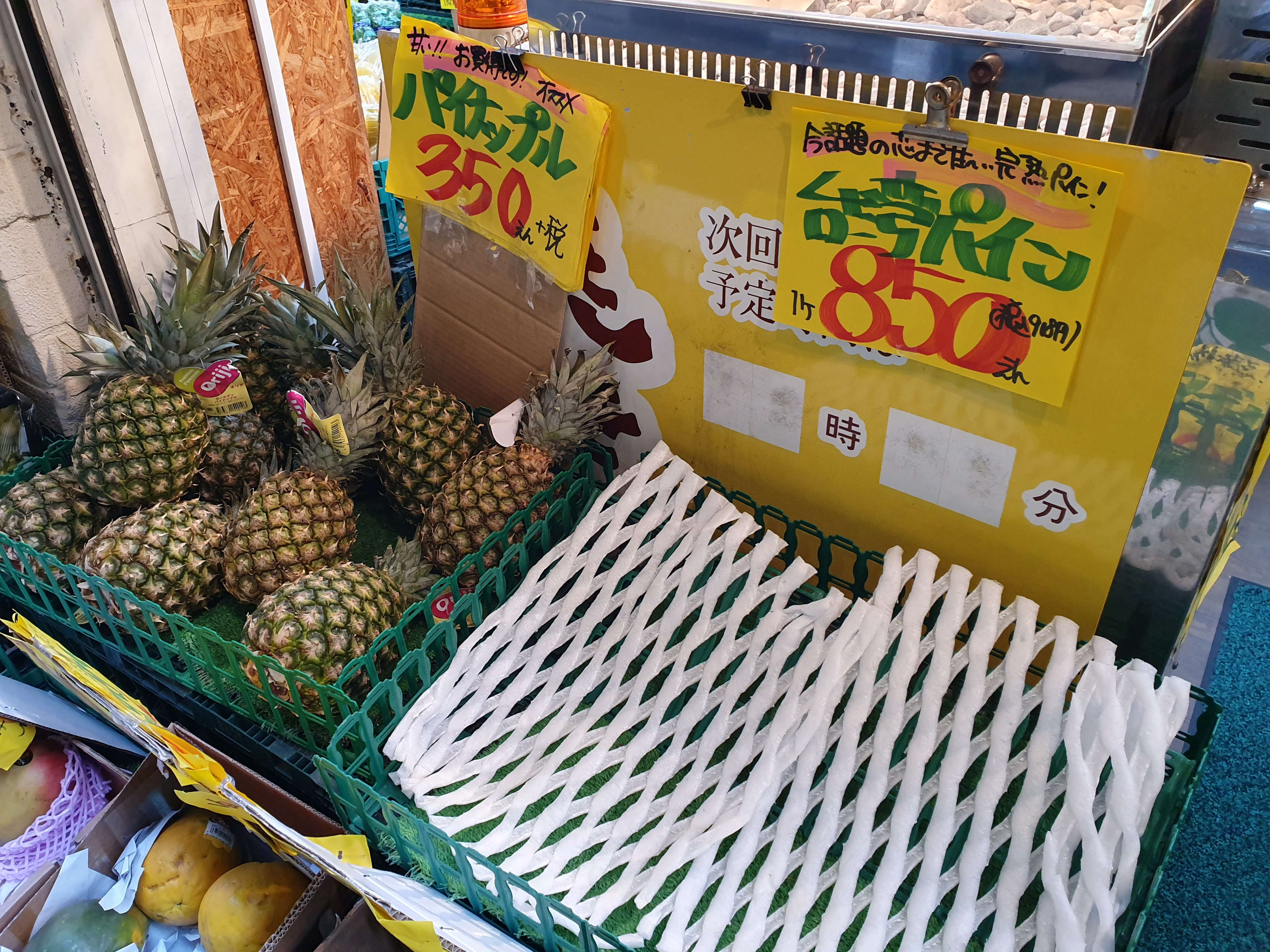
No Japão, os abacaxis taiwaneses esgotaram, apesar de serem vendidos com um preço significativamente mais alto que os abacaxis comuns.

O evento recebeu grande cobertura no Japão, com os supermercados esgotando os abacaxis e fazendo grandes encomendas. Um grupo musical gastronômico no Japão lançou um vídeo clipe sobre a situação. As vendas também aumentaram em Hong Kong, que não estava sujeito à proibição de importação da RPC. A campanha pela liberdade do abacaxi também recebeu apoio na Austrália, sendo traçados paralelos aos aumentos de tarifas chinesas sobre o vinho australiano.
A iniciativa “Abacaxis da Liberdade” recebeu apoio do Instituto Americano em Taiwan e do Gabinete Comercial Canadense em Taipei, as embaixadas de fato de aliados como o Canadá e os Estados Unidos, com os canadenses fazendo referência à invenção canadiana da pizza de abacaxi .
Em abril de 2021, o ex-secretário de Estado americano, Mike Pompeo, tuitou uma foto sua comendo abacaxi taiwanês seco enquanto jogava xadrez, usando a hashtag #FreedomPineapple.

## Consequências
Em 2021, as exportações de abacaxi de Taiwan diminuíram para 28 milhões de toneladas métricas, uma queda de 55% do pico de 2019 de 51 milhões de toneladas métricas. Seguiram-se novos bloqueios às importações de frutas de Taiwan para a China continental. Em 2023, as importações de manga foram restringidas após alegações chinesas de que cochonilhas tinham sido encontradas em frutas importadas.